# 顧達 (弘治進士)
顧達（1461年—？），直隸蘇州府常熟縣人，民籍，明朝政治人物。

## 生平
弘治五年（1492年）壬子科應天鄉試第七十一名舉人，四十五歲中式弘治十八年（1505年）乙丑科會試第一百七十七名，三甲第一百八十六名進士。授魯山縣知縣。

## 家族
曾祖顧景純；祖父顧□；父顧宗□，母后氏。永感下。